# 하마다 마리 (가수)
하마다 마리(일본어: 浜田 麻里, 1962년 7월 18일 ~ )는 일본의 여성 싱어송라이터이다. 하드 록부터 팝, 섬세한 발라드까지 다양한 장르를 소화한다.
중학생 시절부터 광고 음악에 관련해 손이 닿고 있었으며, 고교 입학후부터 펑크 록 밴드인 '마리 밴드'를 결성해 활동했다. 아오야마 가쿠인 대학에 진학한 후 'Misty Cats'라는 그룹의 보컬로 활동하다가, 1983년경 카피라이터 이토이 시게사토 (糸井重里)가 쓴 캐치프레이즈 "마리짱은 헤비메탈."을 내걸고 데뷔 음반 《Lunatic Doll ~암살경고》로 메이저로 정식 데뷔한다. 1980년대 여성 록 보컬리스트의 기수로서 주목을 받았고, 당시 하드 록 장르로서는 드물게 빼어난 음반 판매량을 기록했다. 1985년 첫 싱글 〈Blue Revolution〉을 발표했으며, 이 시기부터 스스로 프로듀스를 해가며 전국 라이브 투어를 시작한다.
1988년 서울올림픽을 위한 NHK의 방송 테마송 〈Heart and Soul〉을 발표했고, 이 곡이 처음으로 오리콘 싱글 차트 10위 이내에 들게 된다. 이듬해의 싱글 〈Return to Myself ~시나이, 시나이, 나츠.〉가 차트 첫 진입에 5위를 기록했고, 이후 프린세스 프린세스의 〈Diamonds〉와 쿠도 시즈카의 〈폭풍의 본모습〉 등의 쟁쟁한 후보와 치열한 랭킹 다툼 끝에 기어코 1위를 따내며 공전의 성공을 거뒀다. (동시기에 발매된 〈Diamonds〉는 1989년 오리콘 연간 차트에서 1위를 차지한 곡이다.) 이 해에 일본무도관 공연을 포함, 약 70건에 달하는 라이브 투어를 치렀다.
90년대에도 〈Heaven Knows〉, 〈Paradox〉, 〈Cry For The Moon〉 등의 싱글이 히트했고, 정규 음반도 《COLORS》, 《TOMORROW》, 《Anti-Heroine》 등이 차트 정상위권을 기록하며 성공을 이어나갔다. 1994년부터는 유럽으로도 진출하며 해외로도 발을 뻗으나, 1996년 《Persona》를 발표한 이후 라이브 활동을 잠시 중단한다.
2002년 음반 《marigold》를 발표한 후 약 9년만에 일본에서 다시 라이브 투어를 열었으며, 이후로 거의 격년마다 정규 음반을 발표해왔다. 2013년에 데뷔 30주년을 맞았으며, 이 시기에 30주년을 기념한 작품을 잇달아 발표했다.